# Saint-Aubin-d'Appenai
Saint-Aubin-d'Appenai är en kommun i departementet Orne i regionen Normandie i nordvästra Frankrike. Kommunen ligger i kantonen Le Mêle-sur-Sarthe som tillhör arrondissementet Alençon. År 2022 hade Saint-Aubin-d'Appenai 435 invånare.

## Befolkningsutveckling
Antalet invånare i kommunen Saint-Aubin-d'Appenai
| Referens: INSEE |